# Kaiju № 8
Kaiju № 8 (яп. 怪獣8号, Kaijū Hachigō, Кайдзю № 8) — манґа, написана та проілюстрована Наоєю Мацумото. Публікується в сервісі цифрової манґи Shonen Jump+ видавництва Shueisha з липня 2020 року по липень 2025 року. Видана в 16 томах-танкобонах. Прем'єра аніме-адаптації, виробництвом якої займається студія Production I.G, відбулася у квітні 2024 року.

## Сюжет
В Японії монстри, відомі як кайдзю, регулярно нападають на населення, і Силам оборони Японії доручено їх знищити. Кафка Хібіно та Міна Асіро заприсяглися стати членами Сил оборони після того, як у дитинстві втратили рідне місто після нападу кайдзю. Міна стала відомим командиром Третьої дивізії Сил оборони, але Кафка багато разів провалював іспити і став членом бригади прибиральників Monster Sweeper Inc., чия діяльність полягає у прибиранні мертвих тіл кайдзю після битв. Після того, як у тіло Кафки проникла маленька істота, яка вміє говорити, він отримує здатність трансформуватися в кайдзю, якому Сили оборони дали кодове ім'я «Кайдзю № 8». Кафка в образі кайдзю залишається повністю у свідомості і набуває надлюдської сили, а також стає першим кайдзю, що втік від Сил оборони.

## Персонажі
Кафка Хібіно (яп. 日比野 カフカ, Хібіно Кафука) / Кайдзю № 8 (яп. 怪獣8号, Кайдзю: хаті-го:)
32-річний чоловік з мріями приєднатися до Сил оборони для боротьби разом зі своєю подругою дитинства Міною Асіро. Він відмовляється від своєї мрії після невдалих минулих спроб приєднатися до Сил оборони і починає працювати в компанії з утилізації кайдзю прибиральником. Він набуває здатності перетворитися на кайдзю після того, як маленький кайдзю потрапляє в його тіло через рот. Після втечі від Сил оборони його згодом називають «Кайдзю № 8». У своїй формі Кайдзю Кафка володіє надлюдською силою, швидкістю, довговічністю, регенерацією та здатністю виявляти інших кайдзю. У нього рівень стійкості 9,8, що робить його найпотужнішим кайдзю, ідентифікованим Силами оборони. Через низьку розв'язну бойову силу в його людській формі він використовує свої знання анатомії кайдзю, отримані під час роботи в індустрії утилізації відходів, щоб допомогти своїм товаришам перемогти кайдзю.
Сейю: Масая Фукунісі
Міна Асіро (яп. 亜白 ミナ, Асіро Міна)
27-річна капітан Третьої дивізії Сил оборони. Вона є подругою дитинства Кафки, якій він пообіцяв боротися проти кайдзю. Вона є одним із найсильніших офіцерок Сил оборони, її особиста зброя — ручна гармата, що робить її ефективною проти кайдзю гігантських розмірів.
Сейю: Асамі Сето
Рено Ітікава (яп. 市川 レノ, Ітікава Рено)
18-річний хлопець, який починає працювати в тій самій компанії, що й Кафка, і планує вступити до лав Сил оборони. Він товаришує з Кафкою і допомагає йому приховати секрет його форми кайдзю. Рено вважається багатообіцяючим рекрутом і швидко стає одним з найсильніших активів Сил оборони. Він сумісний зі зброєю Номер 6, виготовленою з останків Кайдзю № 6, яке має рівень стійкості 9.6 і яке спустошило Сили оборони до подій манґи. Зброя Номер 6 має форму броні, що збільшує силу та швидкість Рено і надає йому здатність кріокінезу.
Сейю: Ватару Като
Кікору Сіномія (яп. 四ノ宮 キコル, Сіномія Кікору)
16-річна дівчина, яка вступає до Третьої дивізії разом з Кафкою та Рено. Кікору — одна з найталановитіших бійців Сил оборони і має найвищу зафіксовану бойову силу серед новобранців. Її батько, Ісао, є генеральним директором Сил оборони, а мати, Хікарі, була капітаном, яка загинула при виконанні службових обов'язків, відбиваючи вторгнення кайдзю на чолі з Кайдзю № 6 ще до подій манґи. Вона використовує гігантську сокиру як особисту зброю і успадкувала костюм матері Номер 4, який дає їй можливість літати.
Сейю: Ай Файруз
Сосіро Хосіна (яп. 保科 宗四郎, Хосіна Сосіро)
Віце-капітан Третьої дивізії. Він вправний фехтувальник, особливо добре бореться з маленькими кайдзю. Перед тим, як стати віце-капітаном, начальство порадило йому покинути службу через його неефективність з балістичною зброєю. Міна була єдиною, хто оцінила його майстерність фехтувальника, і попросила його стати її віце-капітаном. Після перемоги над Кайдзю № 10 Сосіро отримує розумну зброю Номер 10, яка має вигляд броні з хвостом, що може використовуватися для атак.
Сейю: Кенго Каванісі
Іхару Фурухасі (яп. 古橋 伊春, Фурухасі Іхару)
Новобранець, який приєднується до Третьої дивізії разом з Кафкою, Рено та Кікору. Вони з Рено потрапляють до одного взводу, і під час навчання у них виникає суперництво.
Сейю: Юкі Сін
Харуїті Ідзумо (яп. 出雲 ハルイチ, Ідзумо Харуїті)
Новобранець Третьої дивізії і нащадок родини Ідзумо, яка керує корпорацією Izumo Tech, що розробляє обладнання для Сил оборони.
Сейю: Кейсуке Комото
Аой Кагурагі (яп. 神楽木 葵, Кагурагі Аой)
Офіцер Сил оборони, який приєднується до Третьої дивізії і стає частиною одного взводу з Харуїті.
Сейю: Сюнсуке Такеуті

## Медіа

### Манґа
Манґа Кайдзю № 8 написана та проілюстрована Наоєю Мацумото. Вона публікувалася в сервісі цифрової манґи Shonen Jump+ видавництва Shueisha з 3 липня 2020 року по 18 липня 2025 року. Промовідео манґи, представлене у форматі телепрограми новин, транслювалося з 4 по 10 грудня 2020 року на великому екрані Yunika Vision на станції Сейбу-Сіндзюку. Було видано 16 томів-танкобонів манґи.
Одночасно з Shonen Jump+ манґа публікується під назвою Monster #8 англійською мовою в сервісі Manga Plus, що також належить Shueisha, і англійською мовою на веб-сайті видавництва Viz Media під назвою Kaiju No. 8.
У грудні 2023 року стало відомо, що манґа отримає спіноф під назвою Kaiju No. 8 Side B (яп. 怪獣8号 side B), ілюстратором якого виступить Кентаро Хідано. Спіноф публікуватиметься у Shonen Jump+ з 5 січня 2024 року; авторами оригінальної роботи вказані Мацумото та Кейдзі Андо. 
У липні 2024 року почалася публікація нового спінофу Kaiju No. 8 Relax.

#### Список томів
| №  | Дата виходу      | ISBN                   |
| -- | ---------------- | ---------------------- |
| 01 | 4 грудня 2020    | ISBN 978-4-0888-2525-0 |
| 02 | 4 березня 2021   | ISBN 978-4-0888-2611-0 |
| 03 | 4 червня 2021    | ISBN 978-4-0888-2671-4 |
| 04 | 3 вересня 2021   | ISBN 978-4-0888-2815-2 |
| 05 | 3 грудня 2021    | ISBN 978-4-0888-2872-5 |
| 06 | 4 березня 2022   | ISBN 978-4-0888-3053-7 |
| 07 | 4 липня 2022     | ISBN 978-4-0888-3170-1 |
| 08 | 4 листопада 2022 | ISBN 978-4-0888-3305-7 |
| 09 | 3 березня 2023   | ISBN 978-4-0888-3443-6 |
| 10 | 4 серпня 2023    | ISBN 978-4-0888-3613-3 |
| 11 | 4 грудня 2023    | ISBN 978-4-0888-3747-5 |
| 12 | 4 квітня 2024    | ISBN 978-4-08-883898-4 |
| 13 | 4 липня 2024     | ISBN 978-4-08-884160-1 |
| 14 | 1 листопада 2024 | ISBN 978-4-08-884315-5 |
| 15 | 4 березня 2025   | ISBN 978-4-08-884492-3 |
| 16 | 4 вересня 2025   | ISBN 978-4-08-884726-9 |

#### Спінофи

##### Kaiju No. 8: B-Side
Спіноф, проілюстрований Кентаро Хідано, під назвою Kaiju No. 8: B-Side Kaiju No. 8: B-Side (яп. 怪獣8号 side B), розпочала серіалізацію на Shonen Jump+ 5 січня 2024 року і містить побічні історії членів Сил оборони. Авторами є Мацумото та Кейдзі Андо
| № | Дата виходу   | ISBN                   |
| - | ------------- | ---------------------- |
| 1 | 4 квітня 2024 | ISBN 978-4-08-884010-9 |
| 2 | 4 жовтня 2024 | ISBN 978-4-08-884271-4 |

##### Kaiju No. 8 Relax
Інший спіноф манґи, проілюстрований Кідзуку Ватанабе, під назвою Kaiju No. 8 Relax, почав виходити в Saikyō Jump 4 червня 2024 року, а в Shonen Jump+ — 7 червня того ж року.
| № | Дата виходу      | ISBN                   |
| - | ---------------- | ---------------------- |
| 1 | 1 листопада 2024 | ISBN 978-4-08-884312-4 |
| 2 | 4 квітня 2025    | ISBN 978-4-08-884418-3 |
| 3 | 4 вересня 2025   | ISBN 978-4-08-884661-3 |

### Ранобе
4 листопада 2022 під імпринтом Jump J-Books видавництва Shueisha випущено ранобе під назвою Kaiju 8-go mitchaku! Dai-3-butai (яп. 怪獣8号 密着! 第3部隊, Кайдзю: хаті-го: міттяку! Дай-сан-бутай, букв. «Кайдзю № 8: Тісний контакт! Третя дивізія»), що містить побічну історію з чотирьох розділів. Було написано Кейдзі Андо та проілюстровано автором манґи Наоєю Мацумото.
| №  | Дата виходу      | ISBN                   |
| -- | ---------------- | ---------------------- |
| 01 | 4 листопада 2022 | ISBN 978-4-0870-3525-4 |

### Аніме
Про аніме-адаптацію манґи було оголошено 5 серпня 2022 року. 15 грудня 2022 року стало відомо, що манґа буде адаптована у форматі аніме-серіалу, виробництвом якого займеться студія Production I.G, а дизайном та художнім оформленням кайдзю — Studio Khara. На посаду режисера було призначено Сігеюкі Мія, сценаристом став Ітіро Окоті, дизайнером персонажів і головним режисером анімації — Тецуя Нісіо, дизайнером кайдзю — Махіро Маеда, арт-директором — Сіндзі Кімура, а композитором — Юта Бандо. Прем'єра аніме-серіалу запланована на квітень 2024 року на TV Tokyo та інших афілійованих з ним телеканалах.
В Індії та за межами Азії аніме-серіал ліцензований стрімінговим сервісом Crunchyroll.
Після виходу в ефір фінального епізоду першого сезону було анонсовано продовження. Трансляцію буде здійснювати Crunchyroll.

## Сприйняття

### Популярність
За словами Юти Моміями, заступника головного редактора Shonen Jump+, «Кайдзю № 8», разом із «Spy × Family», стали дуже популярними серіями, особливо у сервісі Manga Plus. У грудні 2020 року зазначалося, що «Кайдзю № 8» набрав 30 мільйонів переглядів, що зробило дану манґу найчастіше переглядаємою в Shonen Jump+, і що кожен новий опублікований розділ набирає більше мільйона переглядів. У лютому 2021 року манґа досягла позначки 70 мільйонів переглядів. У квітні 2021 року манґа набрала понад 100 мільйонів переглядів у Shonen Jump+, а у лютому 2023 року — 400 мільйонів.

### Продажі
Станом на грудень 2020 року тираж перших томів перевищив 430 000 копій, включаючи продаж цифрових копій. Станом на березень 2021 року тираж манґи перевищив один мільйон друкованих і 200 000 цифрових копій, що зробило манґу найшвидшою в сервісі Shonen Jump+ і першою, що досягла тиражу в один мільйон копій. До червня 2021 тираж манґи склав 2,5 мільйона копій, а до середини місяця — 3 мільйони копій. Станом на березень 2023 року загальний тираж манґи склав більше 11 мільйонів проданих копій.

### Критика
У позитивному огляді на перші п'ять розділів Антоніо Мірелес із The Fandom Post написав, що манґа має привабливу зав'язку сюжету та «тонну захоплюючих аспектів, з якими можна погратися». Оглядач зазначив, що хоча трансформація — це сюжетний прийом, що часто зустрічається, але, незважаючи на це, персонаж Кафки «додає нове життя» в образ. Однак Мірелес назвав «ганебним» перехід сюжету від Monster Sweeper Inc до Сил оборони, оскільки перше могло бути джерелом захоплюючих історій. Мірелес вважав, що Кафка Хібіно та його ім'я відсилає до повісті «Перевтілення» Франца Кафки. Хоча Кікору Сіномія була охарактеризована як «типова розпещена дівчина-геній», Мірелес назвав її цікавою суперницею Кафки. Він високо оцінив дизайн кайдзю та ілюстрації, назвавши їх «красивими та гротескними, але в хорошому сенсі», але йому не сподобалося, як автор піддає самоцензурі нутрощі кайдзю.
У путівнику по манзі зими 2021 року Anime News Network Крістофер Ферріс, Ребекка Сільверман і MrAJCosplay позитивно відгукнулися про головного героя, ілюстрації, гумор і сюжетну концепцію зі збирання мертвих тіл кайдзю. Грант Джонс з Anime News Network у рецензії на перший том похвалив манґу, відзначивши зав'язку сюжету, персонажів, ілюстрації та гумор, уклавши рецензію словами: «Чесно кажучи, ця [манґа] дуже перспективна, і мені не терпиться побачити, що ще є в запасі». Даллас Маршалл із сайту Comic Book Resources в огляді на перший том відзначив динаміку сюжету, дизайн кайдзю, «перевірені часом сюжетні ходи сьонен-манґи» та відсилання до Франца Кафки, але вважав ілюстрації недостатньо послідовними та деталізованими.

### Нагороди та номінації
| Рік  | Нагорода                             | Результат | Категорія                                                 | Прим.         |
| ---- | ------------------------------------ | --------- | --------------------------------------------------------- | ------------- |
| 2021 | Manga Taishō                         | 6-е місце | Найкраща манґа                                            | [ 54 ] [ 55 ] |
| 2021 | Next Manga Award                     | Перемога  | Найкраща веб-манґа                                        | [ 56 ]        |
| 2021 | Tsutaya Comic Award                  | 2-е місце | Гран-прі                                                  | [ 57 ] [ 58 ] |
| 2022 | Культурна премія імені Осаму Тедзукі | Номінація | Культурна премія                                          | [ 59 ]        |
| 2022 | Премія Айснера                       | Номінація | Найкраще американське видання іноземного матеріалу — Азія | [ 60 ]        |
| 2022 | eBook Initiative Japan Manga Award   | Перемога  | Гран-прі                                                  | [ 61 ]        |
| 2022 | 22 книга року Da Vinci               | 26 місце  | Книга року                                                | [ 62 ]        |

### Аніме
Прем'єра серіалу була сприйнята позитивно. У серії позитивних рецензій для Anime News Network Ребекка Сільверман похвалила мистецтво, анімацію та музику, зазначивши, що серіал ступає на знайому територію, але що «він дуже комфортно працює в межах свого жанру і отримує від цього задоволення». Джеймс Беккет похвалив студію Production I.G за успішне поєднання комедійних елементів історії з «чудовими і вагомими маленькими аспектами, які набагато ефективніше продають цілий світ». Ніколас Дюпрі високо оцінив екшн-сцени та побудову світу, зазначивши, що Кафка — персонаж, за якого легко вболівати. Річард Айзенбейс похвалив анімацію, зокрема детальне і реалістичне зображення боїв кайдзю та їх розчленування, хоча і визнав дизайн персонажів дещо спрощеним. Джанет А Лі з Digital Spy похвалила прем'єру серіалу за анімацію та екшн, порівнявши її з Attack on Titan, але з більш легковажним тоном. Туссен Іган з Polygon також похвалив шоу за його тон, драматичні моменти та дію, сказавши, що передумову можна влучно описати наче «Boku no Hero Academia зустрічається з Pacific Rim». Він похвалив художній напрям, яке дозволило серіалу «[заземлити] свій всесвіт таким чином, що він відчувається одночасно інтимно правдоподібним і візуально екстраординарним».